# Taux de liquidité
Le taux de liquidité correspond mathématiquement à l'inverse de la vitesse de circulation de la monnaie. Ces deux notions sont utilisées exactement de la même façon par les économistes, afin par exemple de situer son incidence :
- sur le taux d'inflation (concernant le prix des biens et services) ;
- ou sur l'évolution du prix des actifs financiers et immobiliers ;

selon que les liquidités se déversent prioritairement sur tel ou tel de ces secteurs en fonction du comportement des agents économiques (voir économie comportementale).
La notion est distincte de celle de ratio de liquidité, qui compare les disponibilités (liquidités) à l'actif du bilan d'une entreprise aux dettes à proche échéance à son passif (voir Ratio financier).